# WPtv
WPtv – telewizja naziemna DVB-T portalu Wirtualna Polska o profilu rozrywkowym, bazująca na 12 kanałach tematycznych, w których za darmo oglądać można ponad 20 tysięcy klipów filmowych, w tym kilkanaście cyklicznych produkcji autorskich przygotowywanych przez zespół redakcyjny serwisu oraz producentów kontentu z Polski i ze świata. Dziennie pod adresem www.WP.tv dodawanych jest ponad 50 legalnych materiałów wideo.
Według własny statystyk WPtv odwiedza średnio 3,5 miliona unikatowych użytkowników miesięcznie i ponad 250 tysięcy dziennie, którzy w skali miesiąca pobierają około 35000 gigabajtów danych. Telewizję Wirtualnej Polski ogląda regularnie co dziewiąty internauta w Polsce, plasując ją na szczycie projektów oferujących w pełni legalny i darmowy kontent wideo w Sieci (dane za raportem Gemius SA 02.2009). WPtv jest również najczęściej odwiedzaną polską witryną zarejestrowaną w domenie '.tv' oraz jako jedyny serwis reprezentuje Polskę w zestawieniu pięćdziesięciu najpopularniejszych stron na świecie operujących w tej domenie (dane za Alexa Internet 04.2009). WPtv od początku swojego istnienia w Internecie notuje najbardziej stabilny wzrost liczby użytkowników i zasięgu na tle swojej bezpośredniej konkurencji (dane za Megapanel PBI/Gemius z 01.2007-01.2009).
Od lipca 2008 Wirtualna Polska, jako pierwszy portal na polskim rynku, emituje regularnie swoje autorskie materiały wideo poza Internetem – na antenie kanału iTV nadawanego w systemach telewizji kablowych oraz satelitarnie, gdzie posiada wydzielone stałe pasmo programowe. Od lutego 2009 telewizja internetowa WPtv dostępna jest również dla użytkowników telefonów komórkowych. Od kwietnia 2010 WPtv jest również dostępna na telewizorach Samsung z usługą Internet@TV.

## Oferta programowa telewizji
Platforma WPtv skupia większość multimediów dostępnych w portalu Wirtualna Polska, tj. relacje, reportaże, komentarze, filmy, teledyski, programy autorskie. Dostawcami kontentu multimedialnego są między innymi:
Świat:
- Associated Press
- Reuters
- Fashion TV
- MEG
- United Pictures
- Agence France Presse

Polska:
- iTV
- TV Biznes
- AKPA
- Euforia Media

W przeszłości:
- ATM Grupa
- Polsat
- 4fun.tv
- Superstacja
- Kamera
- MNI
- 3DD Group
- TVIP
- Sodium Media
- Media Look
- Mindshare Polska

## Struktura serwisu WPtv
Telewizja Wirtualnej Polski bazuje na siedmiu pionach. Przełączanie między nimi odbywa się w obszarze górnej belki menu znajdującej się w nagłówku strony.

### Piony
- Kanały – programy tematyczne
- Serie – cykliczne produkcje autorskie tworzone przez zespół WPtv
- Gwiazdy – ekskluzywne wywiady udzielone na wyłączność serwisu
- Filmy widzów – produkcje pozyskane od internautów
- Na żywo – obszar serwisu uruchamiany w czasie trwania wideoczatów
- Ekipa – sylwetki osób występujących na wizji
- Poinformuj nas – strona służąca do kontaktowania się z ekipą serwisu

### Kanały tematyczne
- Show-biznes – plotki, skandale, imprezy, kultura
- Lifestyle – moda, seks, zdrowie, uroda, porady
- Sensacje – szokujące, paranormalne, kontrowersyjne
- Moto – autotesty, prezentacje, pokazy, opinie
- Teledyski – pop, rock, hip-hop, elektronika, koncerty
- Film – trailery, premiery kinowe, wywiady z aktorami
- Newsy – polityka, nauka, ciekawostki, wydarzenia
- Sport – relacje, sprawozdania, wyniki
- Biznes – giełda, waluty, analizy, reportaże
- Gry – recenzje, gameplaye, e-sport, internet
- ToSieWytnie.pl – produkcje amatorskie, produkcje rozrywkowe, kino offowe
- Ukryta kamera – wideo-wkręcanie

Dodatkowo każdy z 12 dostępnych programów – posiada tzw. „subkanały” umożliwiające użytkownikom wyszukiwanie najbardziej interesujących produkcji wideo w danym zakresie tematycznym.

### Cykliczne programy autorskie
- Obecnie na emisji:
  - Enigma – niewyjaśnione tajemnice, teorie spiskowe i zjawiska paranormalne
  - Bez tabu – porady seksuologa na bazie pytań internautów
  - MotoStory – znane postacie polskiego show-biznesu prezentują swoje samochody
  - Aktywacje – niekonwencjonalne hobby, sporty ekstremalne, niebezpieczne pasje
  - Flashback – relacje z imprez klubowych i plenerowych
  - Kontrowersje – reportaże podejmujące wyjątkowo kontrowersyjną tematykę
  - Bez komentarza – dwuznaczne i nietypowe sytuacje zarejestrowane kamerą
  - Lans – trendy w modzie i porady ekspertów związane z wyglądem
  - HydePark – sonda uliczna w kontekście bieżących wydarzeń społeczno-politycznych
  - Komentarz dnia – wywiady z politykami i relacje z sejmu
  - Wirtualna Poradnia – cykl reportaży podejmujących tematykę poradnikową
  - E-sport – najciekawsze relacje ekip uprawiających sporty elektroniczne
  - WPczat – skróty wideoczatów ze znanymi osobami
  - Metka – zaczepieni ludzie i celebryci opowiadają o swoim ubiorze
  - Strefa wolnych myśli – wywiady z kontrowersyjnymi postaciami
  - Ślepa kliszka – program o wpadkach filmowych
  - Uliczny kombajn – Polacy odpowiadają na dziwne pytania
  - Komisariat – policyjny ekspert odpowiada na zadane tematy
  - Plotkarnia – program z plotkami na temat celebrytów
  - Paranormalna Polska – paranormalne zjawiska dziejące się w Polsce
  - Szok Kulturalny – program o niszowych gatunkach kultury
  - Makulatura – przegląd najdziwniejszych artykułów z gazet
  - Deja vu – podróż po filmowych miejscach Polski
  - Polandia – obcokrajowcy opowiadają o Polsce i Polakach
  - Przy Piwie 2 – nowe rozmowy ze znanymi osobami prowadzone w barowej atmosferze
  - Pixel – porcja wiedzy z zakresu nauki, przyrody, historii i wszelakich ciekawostek! Prowadzi go Mariko oraz rzetelny narrator Pan Eugeniusz

- Dawniej na emisji
  - Citylajf – internetowy serial komediowy
  - Nagie fakty – newsy dla dorosłych
  - Error – magazyn fanów gier komputerowych tworzony przez graczy i dla graczy
  - Kamdi – prowadząca Kamdi Sosnowska-Iloabachie pyta sławne osoby o ich życie prywatne i zawodowe[7][8].
  - Flaszki – prezentacje najciekawszych gier flashowych
  - Viper – muzyczne newsy, plotki, ciekawostki, skandale
  - Polska jest fajna – relacje z najciekawszych i nieodkrytych miejsc w Polsce
  - Polska: skok cywilizacyjny – debata o przemianach społeczno-gospodarczych w Polsce
  - Telewizyjne studio wyborcze Wirtualnej Polski – cykl przedwyborczych debat politycznych
  - Beata Sadowska pyta... – wywiady z największymi gwiazdami polskiego show-biznesu
  - Jak Oni mieszkają? – prezentacja mieszkań znanych osób połączona z krótkim wywiadem
  - Jazda niekontrolowana – pełna doba spędzona z gwiazdą połączona z wywiadami i pokazami
  - Kurier imprezowy – informacje o najciekawszych imprezach nadchodzącego weekendu
  - Makulatura (stara wersja) – subiektywny przegląd prasy kolorowej połączony z ciętym komentarzem
  - VIP room – Elżbieta Zapendowska i Rafał Waszkiewicz komentują bieżące wydarzenia
  - Orzeł i gwiazdy – ekscentryczny Tomasz Orzeł przepytuje znane osoby
  - WP Newsy – przegląd najświeższych wiadomości publikowanych na stronach portalu
  - Wszystko gra – znane osoby biorą udział w trzech konkurencjach (bowling, darts, bilard), uzyskany wynik porównywany jest z osiągnięciami wcześniejszych uczestników programu
  - Przy piwie – rozmowy ze znanymi osobami prowadzone w barowej atmosferze
  - FaktoGram – magazyn graczy komputerowych
  - Sekrety urody – zabiegi kosmetyczne i porady związane z urodą
  - Kontrola – kontroler Sawik przepytuje przyłapanych gości
  - Świadkowie – spowiedź ludzi, którzy spotkali się z tym, co potocznie nazywamy magią
  - Upd@te – przegląd najciekawszych filmów i stron w Internecie nadesłanych przez internautów

- Krótkie serie tematyczne:
  - Wirtualna kawiarenka WP – sezonowy event przygotowywany wspólnie z telewizją 4fun.tv
  - Samoobrona kobiet – cykl porad dotyczących samoobrony
  - Joga dla każdego – wprowadzenie do tajników jogi
  - Fitness dla każdego – w roli instruktora Mariola Bojarska-Ferenc

## Pozostałe fakty
W maju 2007 na platformie WPtv transmitowany był na żywo tenisowy Turniej Rolanda Garrosa. Widzowie mieli możliwość śledzenia równolegle pojedynków rozgrywanych na siedmiu najważniejszych kortach.
WPtv we współpracy z Polsat Sport jako pierwsza telewizja internetowa na świecie transmitowała na żywo finałowy turniej siatkarskiej Ligi Światowej (11-15 lipca 2007).
W lipcu 2007 serwis WPtv otrzymał tytuł „Witryna Miesiąca” przyznawany przez „Magazyn Internet”.
W okresie od września 2007 do lutego 2008 WPtv jako pierwsza telewizja internetowa w Polsce wyemitowała cykl koncertów gwiazd światowego formatu. Co tydzień, w każdy czwartek, w ramach kanału „Koncerty” prezentowane były kolejne muzyczne show w wykonaniu m.in. Moloko, Avril Lavigne, Bryan Adams, Moby, Girls Aloud, INXS, Muse, Bob Marley, Moloko, Jamiroquai, Bon Jovi. Każdy koncert można było zobaczyć dowolną ilość razy, przez trzy miesiące od daty pierwszej emisji.
We wrześniu 2008 telewizja podjęła współpracę z największym na świecie internetowym serwisem wideo – YouTube, uzyskując status stałego partnera platformy na rynku polskim. Wybrane produkcje wideo emitowane w WPtv są równolegle umieszczane w serwisie YouTube i promowane na jego stronie głównej.
Pierwotnie telewizja internetowa WPtv dostępna była pod adresem wptv.wp.pl. Od października 2008 stary adres zastąpiono domeną wp.tv